# A modo mio (programma televisivo 1977)
A modo mio, che ha per sottotitolo Appuntamento della domenica, è stato un programma televisivo di varietà andato in onda tra il 20 febbraio e il 26 giugno 1977 sulla Rete 1 della Rai.

## Produzione
Scritto da Leone Mancini e Alberto Testa per la regia di Giancarlo Nicotra, il varietà, registrato in bianco e nero e condotto da Memo Remigi, andava in onda la domenica sera per 18 puntate.
In ogni puntata Memo Remigi ospitava grandi protagonisti dello spettacolo, tra i quali si segnalano Lea Massari, Catherine Spaak, Rita Pavone, Sandra Milo, Rosanna Schiaffino, Loretta Goggi, Claudia Mori, Sandra Mondaini, Adriano Celentano, Anna Mazzamauro e Gigi e Andrea (Gigi Sammarchi e Andrea Roncato), al loro esordio televisivo assoluto. Le ospiti (una per puntata) avevano il compito di impostare "a modo loro" la trasmissione (da qui il titolo) con il conduttore a fare da spalla.
La sigla di chiusura del programma era Basta prendo parto volo via..., cantata da Memo e Stefano Remigi.
Alcuni sketch del programma sono stati riproposti nelle puntate di Techetechete'. La piattaforma Rai Play ha reso disponibile in streaming l'ultima puntata integrale del 26 giugno 1977, dove è ospite Franca Valeri.